# Johannes Wilhelm Hofmann
Johannes Wilhelm Hofmann (* 8. April 1876 in König Erbach; † 12. September 1956 in München) war ein deutscher Ingenieur, Erfinder und Unternehmer.

## Leben
Der Ingenieur J. Wilhelm Hofmann gründete 1902 in Kötzschenbroda, heute Stadtteil von Radebeul, die erste „Fabrik für elektrische Apparate“ in Europa zur Herstellung der von ihm erfundenen, patentierten Nietverbinder für elektrische Freileitungsdrähte.
Die anfänglich nur aus vier Personen bestehende Firma gewann 1904 für ihre bahnbrechenden Erfindungen und Produkte auf der Louisiana Purchase Exposition, der Weltausstellung in St. Louis, eine Goldmedaille. Hofmann ließ sich 1905/1906 von Adolf Neumann eine Villa mit Produktionsgebäude in der Bernhard-Voß-Straße 25 errichten. Nach nur wenigen Jahren produzierte Hofmann seine Produkte im Millionen Stück-Bereich. Bereits 1911 erfolgte ein Fabrikerweiterungsbau durch Felix Sommer.
In den Jahren 1915/1916 ließ sich Hofmann nach Entwürfen von Felix Sommer ein laut Bauakte „Einfamilienwohnhaus“ bauen, die am Ledenweg 2 gelegene Hofmann-Villa, auch Lindenhaus nach dem, inzwischen alten, Baumbestand auf dem Grundstück.
Aus dem Ingenieur wurde ein erfolgreicher Fabrikant. Hofmann vergrößerte seine Firma durch den Bau von weiteren Fabrikationsstätten im Jahr 1914 in der Fabrikstraße 27, baute dort 1921 ein neues Verwaltungsgebäude und bezog 1923 am selbigen Standort neue Fabrikanlagen. Unter dem Namen Elektroarmaturenwerk JWH und dem Firmenlogo JWH entstand einer der größten Industriebetriebe der Region, die Nietverbinder wie auch bruchsichere Aufhängungen, Abspannungen für Phasen und Erdseile sowie Isolatoren wurden weltweit exportiert.
J. Wilhelm Hofmann beteiligte sich 1925 an der 1911 in Schwabach gegründeten Firma von Richard Bergner RIBE Bayerische Schrauben- und Federnfabrik Schwabach. Es entstanden auch persönliche Beziehungen zwischen den Familien.
Hofmann war darüber hinaus Mitglied des Gemeinderats von Kötzschenbroda und engagierte sich sozial und kulturell in seiner Heimatstadt. 1927 wurde das 25-jährige Firmenjubiläum mit 520 Mitarbeitern gefeiert. Anlässlich des Jubiläums erhielt er für seine Verdienste die Ehrenbürgerwürde der Stadt Kötzschenbroda. Im Gegenzug stiftete Hofmann 10.000 Mark zur Einrichtung einer städtischen Kindertagesstätte, die nach weiteren Spenden 1939 als Kinderheim J. Wilhelm Hofmann eröffnet wurde. Sie wird heute noch, unter der Trägerschaft der Kinderarche Sachsen e. V., als Kindergarten genutzt.
Die TU Braunschweig ernannte Hofmann 1929 zum Doktor ehrenhalber, die TH Dresden ernannte ihn zum Ehrensenator.
In den Jahren 1934/1935 ließ sich Hofmann durch die Gebrüder Kießling ein neues Wohnhaus im Ledenweg 8 errichten, nicht weit entfernt von der Hofmann-Villa.
Nach der Übernahme des Hochspannungs-Armaturenhersteller Wirschitz in München 1937 lieferte Hofmanns Unternehmen sämtliche in Deutschland benötigten Hochspannungsarmaturen sowie 75 % aller benötigten Verbindungsarmaturen.
Hofmann war Aufsichtsrat der Clemens Müller AG.
Da Hofmann im Zweiten Weltkrieg keine Rüstungsgüter produziert hatte, wurde seine Fabrik nicht beschlagnahmt und demontiert. Er konnte im Rahmen der Versorgungslage weiter produzieren. Da die Belieferung aller Besatzungszonen von Radebeul aus sehr erschwert war, produzierte ab 1948 auch das in Schwabach gelegene westdeutsche Unternehmen RIBE seines Freundes Richard Bergner nach Originalunterlagen und Patenten die bekannten Elektroarmaturen.
1951/1952 nahm die sowjetische Besatzungsmacht dies zum Anlass, Hofmann wegen angeblicher Zoll- und Devisenvergehen anzuklagen, ihn aus der Unternehmensleitung zu verdrängen und das Unternehmen in Radebeul zu enteignen.
Johannes Wilhelm Hofmann siedelte mit seiner Familie nach Nürnberg um, sein Radebeuler Vermögen einschließlich der heute unter Denkmalschutz stehenden Villa Lindenhaus wurde enteignet. 1956 verstarb Hofmann in München.
Seine unternehmerische Tätigkeit wird heute von der Richard Bergner Elektroarmaturen fortgeführt.
Die Deutsche Fotothek besitzt zirka 1100 Fotonegative zur Firmengeschichte Hofmanns zwischen 1910 und 1940.

## Erfindungen
- Improvements in or relating to clamps for hollow electric cables
- Improvements in or relating to protecting-devices for electric insulators